# Balatonfenyves
Balatonfenyves är en ort i Ungern.   Den ligger i provinsen Somogy, i den västra delen av landet, 150 km sydväst om huvudstaden Budapest. Balatonfenyves ligger 109 meter över havet och antalet invånare är 1 885. Den ligger vid sjöarna  Keszthelyi-öböl Fűzfői-öböl och Balaton.
Terrängen runt Balatonfenyves är huvudsakligen platt, men norrut är den kuperad. Runt Balatonfenyves är det ganska glesbefolkat, med 23 invånare per kvadratkilometer. Närmaste större samhälle är Keszthely, 19,8 km väster om Balatonfenyves. Omgivningarna runt Balatonfenyves är en mosaik av jordbruksmark och naturlig växtlighet.